# Энриквес, Федериго
Абрамо Джулио Умберто Федериго Энри́квес или Энри́кес (итал. Abramo Giulio Umberto Federigo Enriques, 5 января 1871 — 14 июня 1946) — итальянский математик, наиболее известный благодаря своей классификации алгебраических поверхностей.

## Биография
Федериго Энриквес родился в Ливорно в семье евреев-сефардов Джакомо Энриквеса (торговец коврами) и Матильды Кориат (уроженка Туниса, где проживала многочисленная община евреев из Ливорно). Федериго был вторым ребёнком, кроме него в семье росли сестра Эльбина (впоследствии жена математика Гвидо Кастельнуово) и брат Паоло.
В 1891 году окончил Пизанский университет. В 1894—1902 годах работал в Болонском университете, с 1897 года в должности профессора; в 1902—1923 годах — профессор Брюссельского, с 1923 года — Римского университетов.
Основные труды относятся к алгебраической геометрии, истории и философии математики. Он сотрудничал с Кастельнуово, Коррадо Сегре и Франческо Севери. Большая часть известного к настоящему моменту об алгебраических поверхностях была открыта при непосредственном участии Энриквеса и собрана в его трактате Алгебраические поверхности. В 1960-х годах методы Энриквеса были подвергнуты критическому пересмотру.

## Труды
- Enriques F. Lezioni di geometria descrittiva. Bologna, 1920.
- Enriques F. Лекции по проективной геометрии. Итальянское издание 1898 и немецкое издание 1903.
- Enriques F. Lezioni sulla teoria geometrica delle equazioni e delle funzioni algebriche. Bologna, 1915—1934. Volume 1, Volume 2, Volume 3-4.
- Severi F. Лекции по алгебраической геометрии. Итальянское издание 1908 и немецкое издание 1921.
- Castelnuovo G., Enriques F. Die algebraischen Flaechen. Обзор III C 6 в мат. энциклопедии.
- Enriques F. Le superficie algebriche. Bologna, 1949.